# دریاچه کایوت
دریاچه کایوت (به انگلیسی: Coyote Lake) یک فیلم هیجان انگیز، دلهره‌آور محصول آمریکا در سال ۲۰۱۹ می‌باشد.

## داستان
داستان این فیلم دربارهٔ استر و مادر مغرورش می‌باشد که یک مسافرخانهٔ کوچک در نزدیکی مرز آمریکا و مکزیک را مدیریت می‌کنند. یک شب دو مهمان ناخواسته وارد این منطقه می‌شوند و امنیت همه را تهدید می‌کنند. اما…

## بازیگران
- کامیلا مندس
- چارلی وبر
- آدریانا بارازا
- نیل سندیلندز
- مانی پرز